# Bartosz Brzeskot
Bartosz Brzeskot (ur. 16 sierpnia 1968 w Koszalinie) – polski aktor, scenarzysta i reżyser.
Jest założycielem kabaretu Bez oparcia i członkiem Grupy Rafała Kmity.
Jest reżyserem filmu Nie ma takiego numeru, za którego dostał Grand Prix na „Barejadzie” i autorem spektaklu Pokój do zabawy, który został pierwszy raz wystawiony 7 kwietnia 2006 roku w Teatrze Nowym w Słupsku.

## Filmografia
- 2018: Jak pokonać kaca – scenariusz, reżyseria, obsada aktorska (Gurudev)
- 2005: Nie ma takiego numeru – scenariusz, reżyseria, obsada aktorska (Koniakowski, właściciel hotelu „Atlantic”)

Źródło: Filmpolski.pl.

## Nagrody indywidualne
- 2014: Jak pokonać kaca - „Brązowy Granat” na Ogólnopolskim Festiwalu Filmów Komediowych w Lubomierzu
- 2006: Nie ma takiego numeru:
  - Nagroda publiczności na Koszalińskim Festiwalu Debiutów Filmowych „Młodzi i Film”
  - „Złota Podkowa” za najlepszy debiut w konkursie filmów fabularnych na Festiwalu Filmowym „Wakacyjne kadry” w Cieszynie
- 2005: Nie ma takiego numeru:
  - Nagroda publiczności na Multimedia Festiwalu Filmów Optymistycznych „Happy End” we Wrocławiu
  - Grand Prix na Festiwalu Filmów Komediowych i Niezależnych „Barejada” w Jeleniej Górze

Źródło: Filmpolski.pl.